# Vụ bê bối 1Malaysia Development Berhad
Vụ bê bối 1Malaysia Development Berhad hay vụ bê bối 1MDB (tiếng Anh: 1Malaysia Development Berhad scandal) là một vụ bê bối chính trị đang diễn ra ở Malaysia. Vào năm 2015, Thủ tướng Najib Razak của Malaysia khi đó bị cáo buộc chuyển hơn 2,67 tỷ RM (gần 700 triệu USD) từ 1Malaysia Development Berhad (1MDB), một công ty phát triển chiến lược do chính phủ điều hành, vào tài khoản ngân hàng cá nhân của ông. Sự kiện này đã gây ra sự chỉ trích rộng rãi từ người Malaysia, với nhiều người kêu gọi từ chức của Najib Razak - bao gồm cả Tiến sĩ Mahathir Mohamad, một trong những Thủ tướng tiền nhiệm của ông Najib, người cuối cùng đã đánh bại Najib để trở lại nắm quyền sau cuộc tổng tuyển cử năm 2018.
Nhà lãnh đạo chính trị Anwar Ibrahim đã công khai đặt câu hỏi về giấy chứng nhận của 1MDB. Ông nói với Nghị viện rằng theo hồ sơ của ủy ban công ty, công ty "không có địa chỉ kinh doanh và không có kiểm toán viên được chỉ định." Theo các tài khoản được nộp công khai, 1MDB có khoản nợ gần 42 tỉ RM (11.73 tỉ USD). Một số khoản nợ này phát sinh từ khoản phát hành trái phiếu $3 tỉ USD năm 2013 do nhà nước bảo lãnh và Goldman Sachs dẫn đầu, mà họ được tin là đã kiếm được khoảng phí lên tới $300 triệu USD, mặc dù còn có tranh cãi về con số này. Hội nghị các quân chủ Malaysia đã kêu gọi các cuộc điều tra của chính phủ phải được hoàn thành càng sớm càng tốt, nói rằng vấn đề này đang gây ra một cuộc khủng hoảng niềm tin ở Malaysia.
Sau cuộc bầu cử năm 2018, Thủ tướng mới được bầu, Mahathir Mohamad, cho biết có đủ bằng chứng để mở lại một cuộc điều tra về vụ bê bối 1MDB. Trong những tháng sau cuộc bầu cử, nhà chức trách Malaysia cấm Najib Razak rời khỏi đất nước, thu giữ một lượng lớn tiền mặt và các vật phẩm có giá trị từ các cơ sở liên quan đến ông ta, và buộc tội ông ta vi phạm hình sự về tội phạm, rửa tiền và lạm quyền, trong khi Jho Low bị buộc tội rửa tiền. Đã nộp đơn khiếu nại cáo buộc rằng hơn 4,5 tỉ USD đã được Jho Low và các những kẻ chủ mưu khác chuyển từ 1MDB bao gồm các quan chức từ Malaysia, Saudi Arabia và Các Tiểu vương quốc Ả Rập Thống nhất, Bộ Tư pháp Hoa Kỳ cho biết họ sẽ tiếp tục theo đuổi các cuộc điều tra về 1MDB và mong đợi làm việc với nhà chức trách Malaysia.
Ngày 28 tháng 7 năm 2020, Tòa án Malaysia tuyên phạt Najib 12 năm tù và gần 50 triệu USD vì tội danh liên quan đến vụ bê bối tham nhũng tại quỹ nhà nước 1MDB.
Ngày 5 tháng 4 năm 2021, Najib bắt đầu quá trình kháng cáo bản án về tội tham nhũng liên quan đến vụ bê bối tại Quỹ đầu tư nhà nước Malaysia 1MDB trị giá hàng tỷ USD. Ngày 8 tháng 12, tòa án phúc thẩm Putrajaya tuyên bố giữ nguyên bản án 12 năm tù đối với Najib. Ngày 23 tháng 8 năm 2022, Tòa án Liên bang Malaysia quyết định giữ nguyên bản án 12 năm tù cùng khoản tiền phạt 210 triệu ringgit (tương đương 46,8 triệu USD) đối với ông. ông đã bị đưa đến nhà tù Kajang ở ngoại ô Thủ đô Kuala Lumpur để chấp hành bản án của mình.
Người tiết lộ vụ bê bối này là một giám đốc ngân hàng Thụy Sĩ và là cựu giám đốc của PetroSaudi Xavier Justo.